# اسماعیل کارتال
اسماعیل کارتال (زاده ۱۵ ژوئن ۱۹۶۱)، بازیکن پیشین و مربی کنونی فوتبال اهل ترکیه است. وی پیشینهٔ سرمربی‌گری فنرباغچه، غازی عینتاب و پرسپولیس را در کارنامه خود دارد.

## زندگی شخصی
اسماعیل کارتال، زادهٔ استانبول و دارای پیشینه‌ای از ریزه ترکیه است. وی متأهل و دارای دو فرزند است. کارتال به دلیل پوست تیره‌اش در ترکیه با نام مستعار «Arap İsmail» به معنی «اسماعیل عرب» شناخته می‌شود.

## دوران کاری (بازیکن)
کارتال در استانبول ترکیه زاده شد و یازده فصل در سوپر لیگ ترکیه بازی کرد. او در اکثر دوران فوتبالش برای باشگه فوتبال فنرباغچه بازی کرد. کارتال از سال ۱۹۸۲ تا ۱۹۸۵ شش بازی برای ترکیه انجام داد.

## دوران کاری (مربی‌گری)
تیم‌های ترکیه
کارتال پس از بازنشستگی، مربی‌گری خود را آغاز کرد و هدایت کارابوک اسپور، سیواس‌اسپور، ماردین اسپور، آلتای، مالاتیا اسپور، اردوسپور و قونیه آنادولو سلچوک اسپور را برعهده داشت. سیواس‌اسپور با هدایت وی برای اولین بار در تاریخ باشگاه قهرمان لیگ دسته اول فوتبال ترکیه شد. بین سال‌های ۱۹۹۷ تا ۱۹۹۹ و ۲۰۱۰ تا ۲۰۱۴، او کمک مربی فنرباغچه بود و پس از استعفای ارسون یانال، هدایت فنرباغچه به کارتال سپرده شد. در پایان فصل ۲۰۱۴–۲۰۱۵ سوپر لیگ ترکیه، او رسماً استعفای خود را از سرمربیگری فنرباغچه اعلام کرد و پس از آن هدایت آنکاراگوچو را برعهده گرفت که با این تیم عنوان قهرمانی لیگ دسته اول ترکیه را در سال ۲۰۱۸ به‌دست‌آورد.
در ۱۲ ژانویه ۲۰۲۲، پس از جدایی ویتور پریرا از فنرباغچه، کارتال برای ادامه فصل بار دیگر با فنرباغچه قرارداد امضا کرد. فنرباغچه در پایان ان فصل با هشت امتیاز کمتر از ترابزون اسپور در رده دوم قرار گرفت. کارتال با دوازده برد، پنج تساوی و چهار باخت در ۲۱ مسابقه به کار خود در آن فصل پایان داد.
در ۲۸ ژوئن ۲۰۲۳ برای سومین بار هدایت فنرباغچه به اسماعیل سپرده شد و کارتال قراردادی یک ساله با فنرباغچه امضا کرد. در فصل ۲۰۲۳–۲۰۲۴ سوپرلیگ ترکیه، فنرباغچه تحت هدایت وی ۹۹ امتیاز کسب کرد و در پایان لیگ آنها با ۳ امتیاز اختلاف پس از رقیب خود گالاتاسرای در رده دوم قرار گرفتند. درحالی‌که همه انتظار داشتند کارتال در فنرباغچه ماندگار شود او در پایان این فصل به همکاری با باشگاه پایان داد و تاریخ ۲۱ مه ۲۰۲۴ از فنرباغچه جدا شد. رسانه‌های ترکیه گزارش دادند که اسماعیل کارتال تمایل به ادامهٔ همکاری داشت، اما مدیران فنرباغچه به خاطر از دست رفتن قهرمانی در هفته‌های پایانی فصل، از عملکرد او رضایت نداشتند و تصمیم به قطع همکاری با این مربی گرفتند.

پرسپولیس
کارتال پس از جدایی از فنرباغچه، در ۲۴ ژانویه ۲۰۲۵ با قراردادی ۱٫۵ ساله به پرسپولیس ایران پیوست. زمانی که کارتال به عنوان سرمربی پرسپولیس انتخاب شد، این تیم با ۳۳ امتیاز از ۱۷ بازی در رتبۀ سوم جدول لیگ برتر خلیج فارس قرار داشت و با هدایت کارتال، پرسپولیس فصل را با ۶۰ امتیاز و قرار گرفتن در همان رتبۀ سوم به پایان رساند. در نتیجه، این تیم علاوه بر ناکامی در کسب عنوان قهرمانی، از صعود به پلی‌آف لیگ نخبگان آسیا نیز بازماند. پرسپولیس تحت هدایت کارتال در جام حذفی نیز به موفقیتی دست نیافت و با شکست مقابل سپاهان در مرحلۀ یک هشتم نهایی، از دور رقابت‌ها کنار رفت.
در حالی که قرار بود دور اول تمرینات آماده سازی پرسپولیس برای فصل جدید در ترکیه زیر نظر کارتال آغاز شود، پس از وقوع جنگ ایران و اسرائيل، اسماعیل کارتال از ادامه همکاری با پرسپولیس انصراف داد و از این تیم جدا شد.

## افتخارات

### بازیکن
ساری‌یر
- لیگ دسته اول فوتبال ترکیه: ۸۲–۱۹۸۱

فنرباغچه
- سوپر لیگ فوتبال ترکیه: ۸۵–۱۹۸۴, ۸۹–۱۹۸۸
- سوپر جام فوتبال ترکیه: ۱۹۸۴, ۱۹۸۵, ۱۹۹۰
- جام نخست‌وزیری: ۱۹۸۹

### دستیار مربی
فنرباغچه
- سوپر لیگ: ۱۱–۲۰۱۰, ۱۴–۲۰۱۳
- جام حذفی فوتبال ترکیه: ۱۲–۲۰۱۱, ۱۳–۲۰۱۲

### سرمربی
سیواس‌اسپور
- لیگ دسته اول فوتبال ترکیه: ۰۵–۲۰۰۴

فنرباغچه
- سوپر جام فوتبال ترکیه: ۲۰۱۴

آنکاراگوچو
- لیگ دسته اول فوتبال ترکیه: ۱۸–۲۰۱۷